# Абрамов Яків Абрамович
Яків Абрамович Абрамов (8 жовтня 1873 — 22 листопада 1934) — депутат Державної Думи Російської Імперії I скликання. Входив у фракцію трудовиків.

## Біографія
Яків Абрамов народився 8 жовтня 1873 року в селі Убеєво Убеєвської волості Ядринского повіту Казанської губернії в чуваській селянській родині. Закінчив Убеєвську церковно-приходську школу. 25 серпня 1888 року вступив у підготовчий клас Казанської учительської семінарії, звідки був відрахований 20 квітня 1890 року за рішенням педагогічної ради за неуспішність.
У 1906 році Абрамов обирається Казанським губернським виборчими зборами Державної Думи першого скликання. За даними Казанського губернатора на 15 квітня 1906 року Абрамов «ні до якої політичної партії не належить». У тому ж році стає активним кореспондентом нещодавно створеної в Казані першої всечуваської газети «Хыпар». Був старшиною Убеєвської волості. У 1908—1909 рр. — член Ядринської повітової земської управи. У 1917 році — член Казанської губернської земської управи.
9 березня 1918 року сказано, що Абрамов був обраний до складу комісії для участі в нараді виконавчого комітету Ради селянських депутатів. 27—29 травня 1918 року брав участь у 3-му Селянському з'їзді Ядринського повіту з правом вирішального голосу. У протоколах значився як голова каси дрібного кредиту і лівий соціальний революціонер.
У 1920-х роках — на кооперативній роботі.

## Пам'ять
18 жовтня 2014 року в селі Убеєво Красноармійського району Чувашії відкрито бронзовий пам'ятник Я. А. Абрамову (скульптор Петро Пупін). На гранітному постаменті пам'ятника наведена цитата Я. А. Абрамова: «Берегти і захищати народне багатство, природні покладини — нафта, кам'яне вугілля і інші корисні копалини — народній скарбниці».

## Родина
- правнук — Юрій Степанов — голова Убеєвського сільського поселення[6]
- правнучка — Єлизавета Юріївна Степанова — голова селянсько-фермерського господарства із села Убеєво Красноармійського району (дані на 2014 рік)[2].
  - праправнучка — Ганна Васильєва — учениця 11 класу МБОУ «Убеєвська ЗОШ» (дані на 2014 рік)[3].